# Blindage cage
Pour les articles homonymes, voir Blindage.

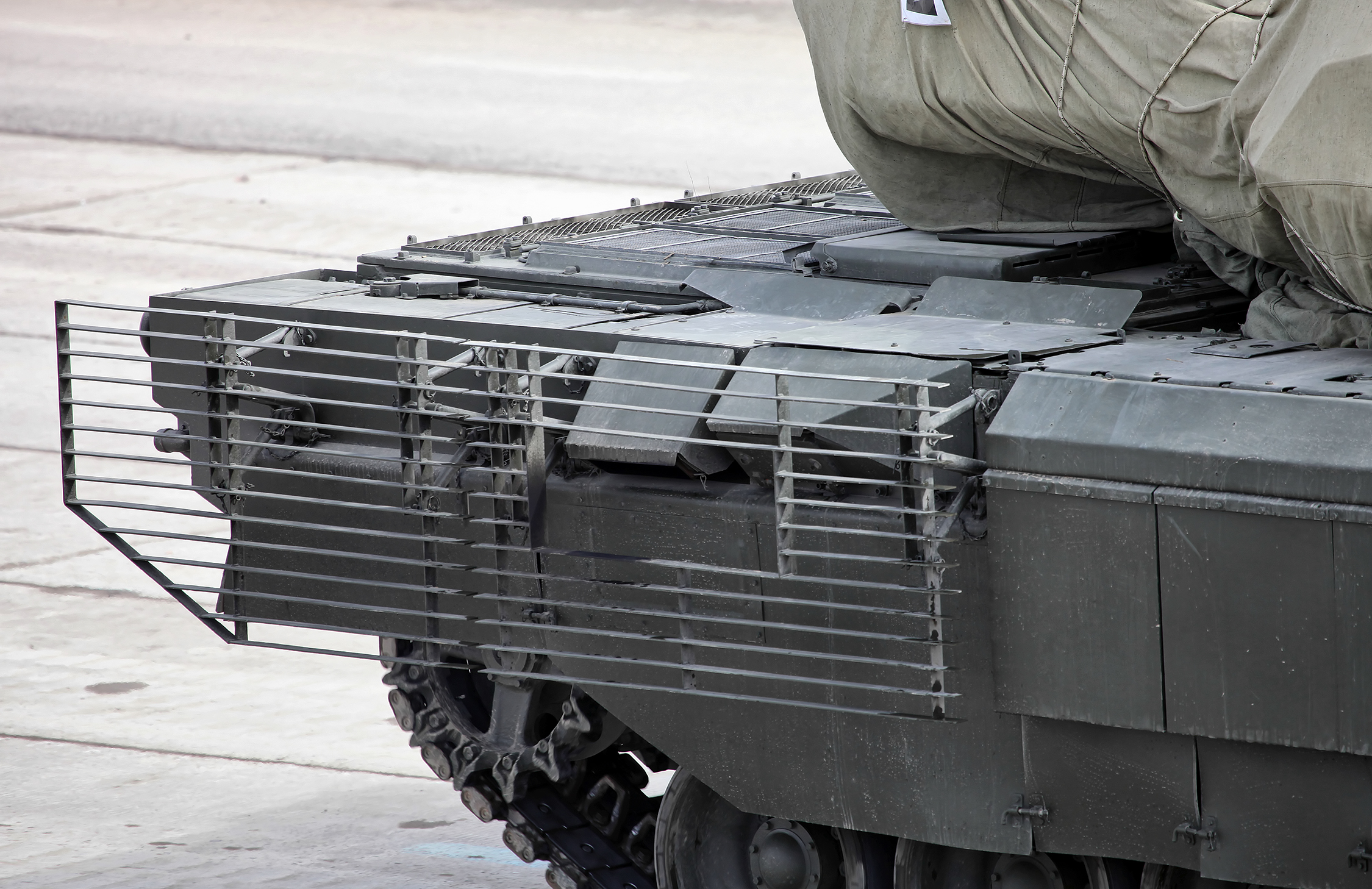
Les grilles de protection statistiques placées autour du compartiment moteur du char T-14 permettent de protéger des zones d'aération et de ventilation ne pouvant pas être recouvertes par toute autre forme de blindage.

Le blindage cage (en anglais slat armor), appelé aussi grilles ou filets de protection statistiques, est un type de blindage militaire destiné à la protection contre les roquettes antichars.
Le principe des grilles et des filets de protection statistiques consiste à pincer et écraser le cône métallique de l'ogive de la roquette en la coinçant entre deux barres métalliques ou câbles ou tout autre dispositif équivalent. Le pincement de l'ogive provoque le court-circuit de la fusée piézoélectrique censé déclencher l'explosion de la charge. Quand la roquette, après avoir traversé la grille, percute la caisse du blindé, elle déflagre mais ne détone pas. La déflagration est un régime de combustion plus lent que la détonation et ne provoque pas la formation du dard de charge creuse.
Ces protections sont dites statistiques car leur efficacité n'est pas garantie. Le taux de
neutralisation varie de 45 à 60 %.
Ce fonctionnement est donc très différent de celui des jupes ou Schürzen qui provoquent la détonation
de la charge creuse et comptent sur l’effet stand-off pour que la pénétration résiduelle soit minimale.
Son effet peut être neutralisé par des charges en tandem telles que celles du RPG-27 et RPG-29.

## Utilisation

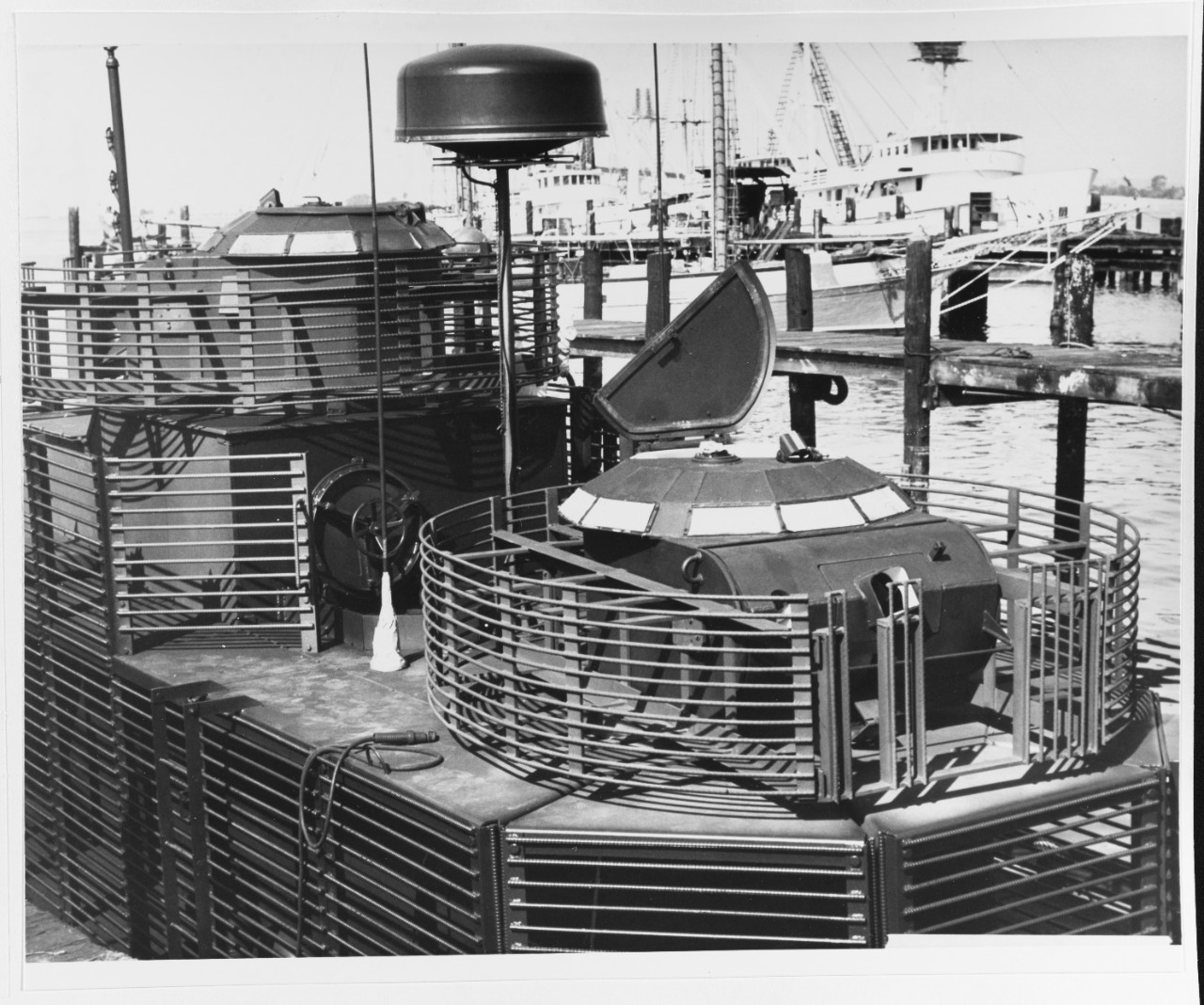
Grilles montées sur un monitor américain durant la guerre du Viêt Nam.

L'Armée allemande a été la première à mettre en œuvre le blindage cage durant la Seconde Guerre mondiale, sous le nom de « Drahtgeflecht schürzen ». Il a été constaté qu'il était tout aussi efficace que la jupe d'acier schürzen également utilisée. En mars 1943, Adolf Hitler ordonna que tous les nouveaux Sturmgeschütz, Panzer III, Panzer IV et les Panther soient équipés de schürzen du type treillis métallique ou du type plaque d'acier. Toutefois, le treillis métallique n'était pas aussi facile à produire, de sorte que la plaque d'acier schürzen était plus fréquemment mise en œuvre.
En avril/mai 1945 à Berlin, des chars russes T-34/85, pour contrer les Panzerfaust, furent dotés de grilles improvisées avec souvent des sommiers récupérés.
Durant la guerre du Viêt Nam, ce type de blindage était couramment utilisé sur les côtés de péniches et de bateaux de patrouille de la Marine fluviale. La CCB-18 est un exemple survivant de la Force mobile fluviale qui a utilisé ce blindage. Un treillis métallique a également été mis en place sur les véhicules comme le transport de troupes M113 pour contrer les tirs de roquettes.
Plus récemment, ce type de blindage a été utilisé par l'Armée d'Israël sur le bulldozer blindé Caterpillar D9, le véhicule blindé Force Protection (en) Buffalo (MPCV), le VBMR Griffon et l’EBRC Jaguar ainsi que sur le General Dynamics Stryker et le MCV-80 Warrior, le char de combat Leopard 2A6 et le T-62.

## Avantages
Les avantages du blindage cage sur les traditionnelles plaques vient du gain de poids et donc de manœuvrabilité. BAE Systems a développé un système en aluminium très léger appelé LROD, mis en œuvre sur le Buffalo MPVC, qui pèserait la moitié du poids du blindage acier équivalent. BAE a équipé plusieurs RG-31 de l'United States Army avec une variante de ce blindage qui est une version légère en aluminium appelé L-Rod et développe le même blindage système pour les véhicules RG-33 (en), Caïman et le JERRV.
Depuis la fin des années 2000, des blindages cages en textile constitués de tissu à haute résistance bien plus léger que l'aluminium sont apparus.
Le blindage cage sur les bulldozers blindés IDF Caterpillar D9 de Tsahal a été introduit en 2005, et installé en grand nombre en 2006. Celui-ci s'est avéré efficace, car il a dévié des roquettes RPG et même des missiles antichar. Pour ce blindage, ses développeurs et constructeurs — MASHA (centre d'entretien et de restauration), CHATAL (Unité technologique des forces terrerestres de Tsahal) et MANTAK (Service des blindages) —, ont reçu un prix. Après le succès du blindage cage sur le D9, il a été installé sur d'autres véhicules blindés.

Différents types de blindages cage
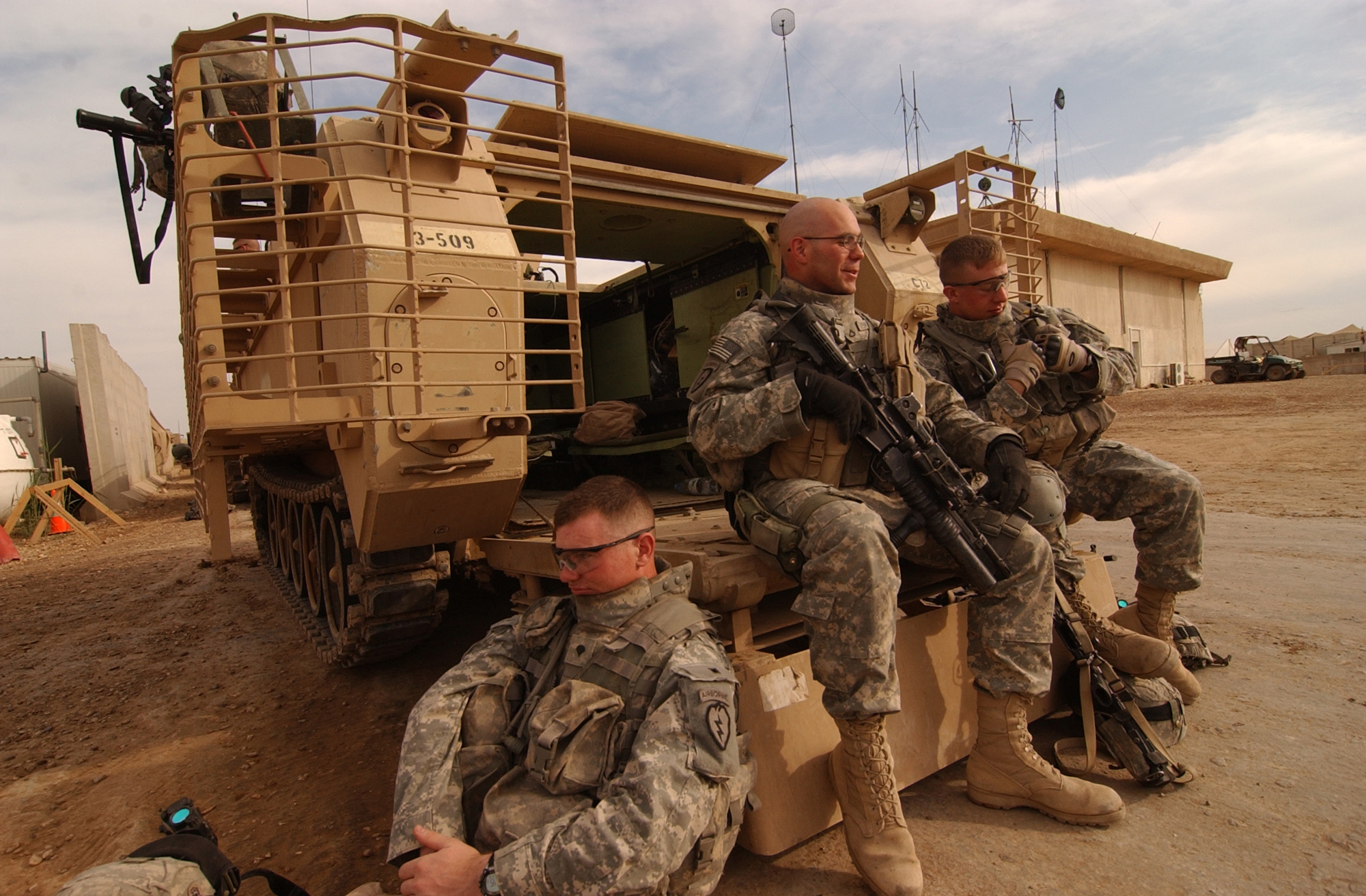
Blindage cage sur un véhicule de transport de troupes M113.
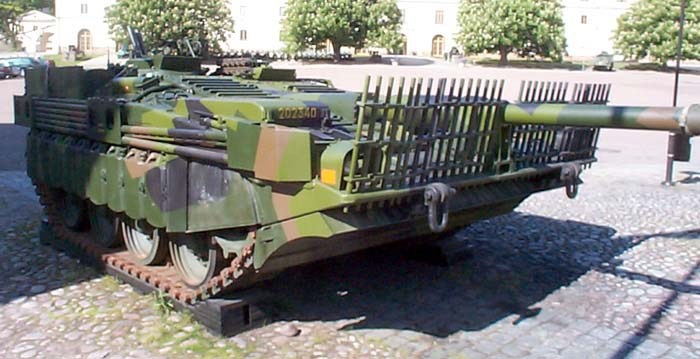
Blindage cage sur un Stridsvagn 103 suédois.
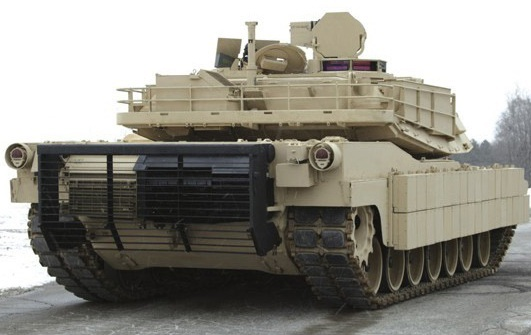
Blindage cage sur l’arrière d'un char M1 Abrams américain.
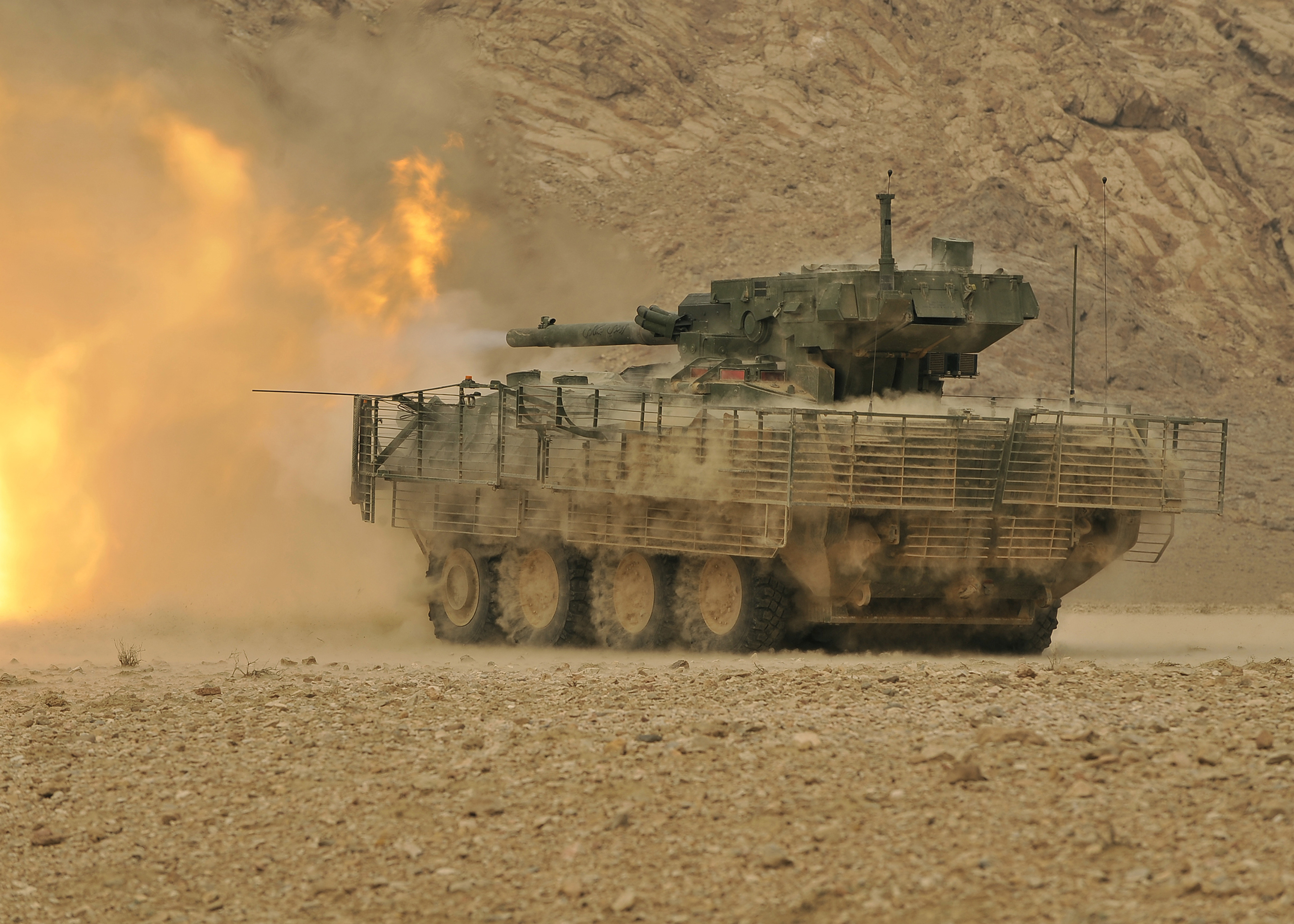
Un M1128 Stryker Mobile Gun System en Afghanistan en 2010 avec un blindage cage.
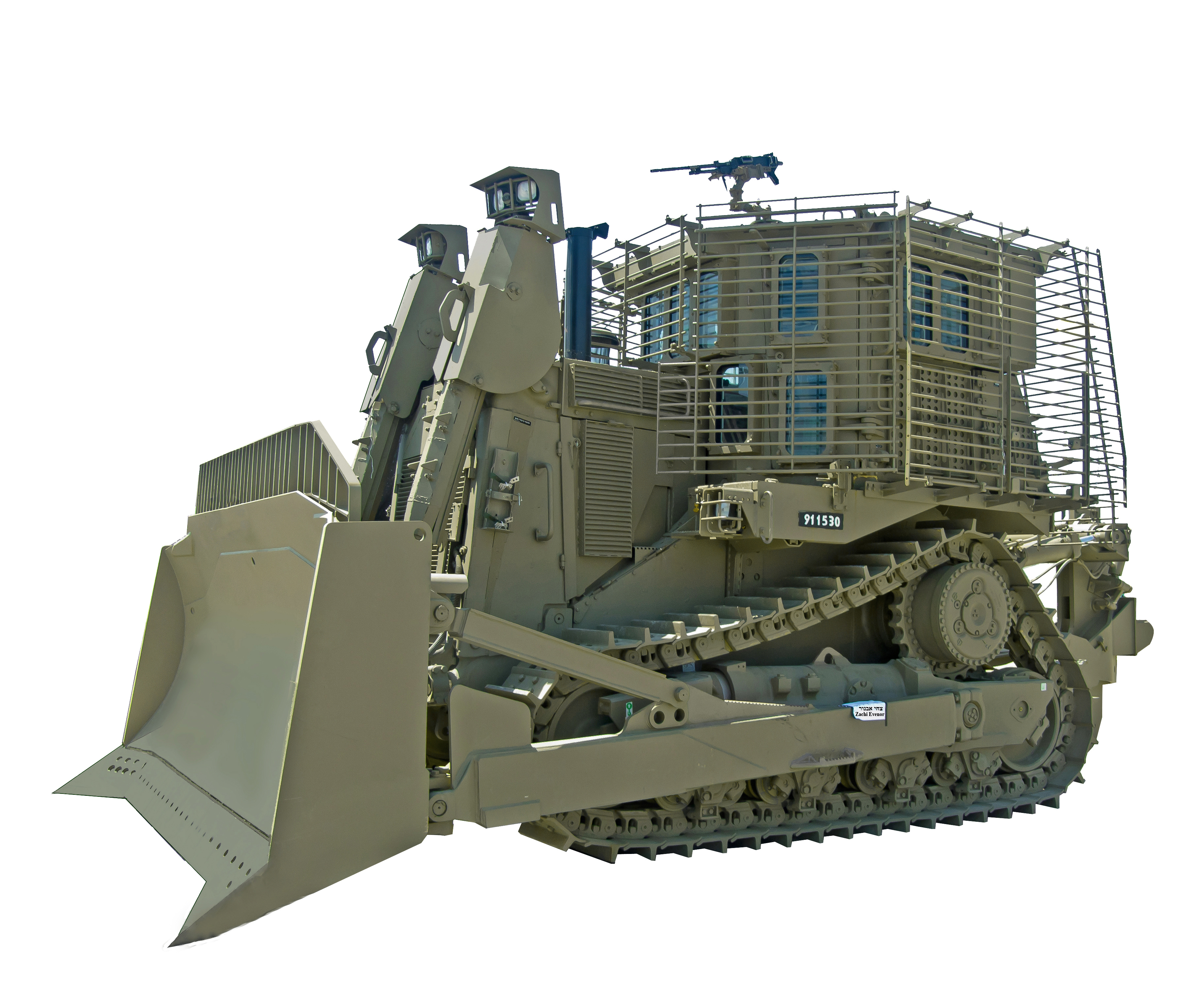
Bulldozer blindé IDF Caterpillar D9 de Tsahal avec un blindage cage. Le blindage du D9 neutralise partiellement les roquettes RPG et même les missiles antichars AT-3 Sagger.